# David and Jonathan
David and Jonathan è un film muto del 1920 diretto da Alexander Butler.

## Trama
Due amici, naufragati sulle coste africane, diventano rivali per amore della stessa ragazza.

## Produzione
Il film fu prodotto dalla G.B. Samuelson Productions.

## Distribuzione
Distribuito dalla General Film Distributors (GFD), il film uscì nelle sale cinematografiche britanniche nel luglio 1920. La Second National Film Corporation lo distribuì negli Stati Uniti nel 1922.